# Gerardo Molina Ramírez
Gerardo Molina Ramírez (Gómez Plata, 6 de agosto de 1906-Bogotá, 29 de marzo de 1991) fue un intelectual, escritor y político colombiano quien se desempeñó como profesor universitario de Derecho de las sedes principales de la Universidad Libre (Colombia) y de la Universidad Nacional de Colombia.
Fue tres veces representante a la Cámara (1933-1935, 1939-1941, 1962-1964), columnista del diario El Espectador, senador de la República (1935-1939, y en 1982), personero de Bogotá (1942-1943), rector de la Universidad Nacional de Colombia (1944-1948), rector de la Universidad Libre (1955, y 1960-1962), candidato a la Presidencia de la República en 1982, miembro del Comité para la Defensa de los Derechos Humanos durante la administración de Belisario Betancur Cuartas, y miembro de las Comisiones de Paz nombradas durante los gobiernos de los presidentes Julio César Turbay Ayala y Belisario Betancur Cuartas. Participó además de la reforma constitucional de 1936, que modificó la constitución de 1886.

## Biografía
Nació en el municipio antioqueño de Gómez Plata el 6 de agosto de 1906. A los 15 años de edad, se trasladó a la ciudad de Medellín a estudiar en el Liceo Antioqueño, de donde, en 1927, pasaría a estudiar Derecho en la Universidad de Antioquia. Sin embargo, por el hecho de organizar una huelga en contra de los malos profesores y el confesionalismo católico obligado, es expulsado de esta institución junto con otros estudiantes (entre ellos el abogado y político conservador Mario Aramburo Restrepo), por el entonces decano Miguel Moreno Jaramillo. Por ello, debe trasladarse a Bogotá, donde termina sus estudios en la Universidad Nacional de Colombia.
Su pensamiento se formó en torno a los grandes socialistas de la época, como Jean Jaurès y León Blum, y algunos clásicos como Karl Marx. En la década de los años 30 entra en contacto con Jorge Eliécer Gaitán y Alfonso López Pumarejo, y apoya a este último dado que su plataforma ideológica era la más cercana a los postulados socialistas.
Durante la violencia política de los cincuenta se exilió en París, donde efectuó un doctorado en Ciencias Políticas.
Fue tres veces representante a la Cámara (1933-1935, 1939-1941, 1962-1964 por el Movimiento Revolucionario Liberal - MRL; senador de la República en el período 1935-1939 y en 1982; personero de Bogotá entre 1942 y 1943; rector de la Universidad Nacional de Colombia entre 1944 y 1948; rector de la Universidad Libre en 1955 y entre 1960 y 1962; candidato a la Presidencia de la República en 1982 por el movimiento socialista Firmes.
Es recordado por haber defendido proyectos de carácter social, en su paso por el Congreso, tales como:
- Derechos de huelga
- Indemnización por despido injusto
- Remuneración de festivos
- Servicio médico
- Pago de vacaciones
- Indemnización por accidentes de trabajo en dinero y no en especie
- Denuncia a los recortes a las libertades ciudadanas
- Celebración del 1 de mayo como día internacional del trabajo
- Libre autodeterminación de la universidad pública

En cuanto a la universidad pública, para Molina esta debería ser democrática y secular, orientadora de la opinión pública y directora de la sociedad.

## Rector de la Universidad Nacional de Colombia (1944-1948)
En abril de 1944, el designado presidencial Darío Echandía presentó tres candidatos para la rectoría ante el Consejo Directivo de la Universidad Nacional de Colombia: José Gómez Pinzón, Luis López de Mesa y Gerardo Molina. Gerardo Molina obtuvo 5 votos; José Gómez Pinzón, 2; y Luis López de Mesa, ninguno. Como rector de la Universidad Nacional, Molina promovió el aumento de cupos, procuró llevar a cabo políticas de becas y la construcción de un sistema de bienestar universitario, que favoreciera el ingreso de estudiantes de bajos recursos. También inició las actividades de extensión cultural. La adquisición de una imprenta permitió crear un proyecto editorial que se materializó con el lanzamiento de la Revista Universidad Nacional. Molina buscó ampliar la oferta de programas académicos, y durante su gestión se profesionalizaron las carreras de filosofía y economía, y se creó la Sección de Psicotecnia, que con el tiempo se convertiría en la carrera de psicología. Gerardo Molina señaló la necesidad de que la Universidad se consolidara como un proyecto de carácter verdaderamente nacional, a través del contacto con las diversas regiones del país.

## Obras publicadas
Escribió ensayos de carácter social y críticas a los gobiernos de su tiempo en diferentes revistas políticas, culturales y universitarias. Publicó además los siguientes libros sobre política colombiana:
- Proceso y destino de la libertad, Bogotá, Biblioteca de la Universidad Libre, 1955
- Las ideas liberales en Colombia, Bogotá, Universidad Nacional de Colombia, Dirección de Divulgación Cultural. 1970.
- Breviario de ideas políticas Texto completo
- Las ideas liberales en Colombia, Bogotá, Editorial Tercer Mundo, 1987
- Testimonio de un demócrata, Darío Acevedo, comp., Medellín, Universidad de Antioquia, 1991.
- La formación del Estado en Colombia y otros textos políticos Bogotá, Universidad Externado de Colombia, 1994.